# Aiko Hayashi
Aiko Hayashi (jap. 林 愛子, Hayashi Aiko; * 17. November 1993 in Osaka) ist eine ehemalige japanische Synchronschwimmerin.

## Erfolge
Aiko Hayashi sicherte sich ihre ersten internationalen Medaillen bei den Weltmeisterschaften 2015 in Kasan mit zweimal Bronze. Im Mannschaftswettbewerb des freien Programms kam es ebenso wie in der Kombination zur selben Podestzusammensetzung: die russische Mannschaft siegte vor China und den Japanerinnen um Aiko Hayashi. Bei den Olympischen Spielen 2016 in Rio de Janeiro gehörte Hayashi ebenfalls zum japanischen Aufgebot im Mannschaftswettbewerb. In diesem erzielten die Japanerinnen 189,2056 Punkte, womit sie hinter Russland mit 196,1439 Punkten und China mit 192,9841 Punkten Dritte wurden. Neben Hayashi erhielten Aika Hakoyama, Yukiko Inui, Kei Marumo, Kanami Nakamaki, Risako Mitsui, Kano Omata, Mai Nakamura und Kurumi Yoshida Bronze. 2017 gewann Hayashi bei zwei World-Series-Wettbewerben insgesamt vier Goldmedaillen und war außerdem Teilnehmerin bei den Weltmeisterschaften 2017 in Budapest, wo sie jedoch ohne Podestplatzierung blieb. Die Weltmeisterschaften waren Hayashis letzter internationaler Wettkampf.